# Tour der englischen Rugby-Union-Nationalmannschaft nach Argentinien 2002
| Tour der Engländer nach Argentinien 2002 | Tour der Engländer nach Argentinien 2002 | Tour der Engländer nach Argentinien 2002 | Tour der Engländer nach Argentinien 2002 | Tour der Engländer nach Argentinien 2002 |
| Übersicht                                | S                                        | G                                        | U                                        | N                                        |
| ---------------------------------------- | ---------------------------------------- | ---------------------------------------- | ---------------------------------------- | ---------------------------------------- |
| Test Matches                             | 1                                        | 1                                        | 0                                        | 0                                        |
| Sonstige Spiele                          | 1                                        | 0                                        | 0                                        | 1                                        |
| Gesamt                                   | 2                                        | 1                                        | 0                                        | 1                                        |
|                                          |                                          |                                          |                                          |                                          |
| Argentinien                              | 1                                        | 1                                        | 0                                        | 0                                        |

Die Tour der englischen Rugby-Union-Nationalmannschaft nach Argentinien 2002 umfasste zwei Freundschaftsspiele der englischen Rugby-Union-Nationalmannschaft, die im Juni 2002 nach Argentinien reiste. Darunter waren ein Test Match gegen die argentinische Nationalmannschaft sowie ein Spiel gegen die Reserve-Nationalmannschaft.
Während das Spiel gegen die Reserven verloren ging, besiegte im Test Match eine junge und unerfahrene englische Mannschaft die Pumas vor 40.000 Zuschauern mit 26:18. Die britischen Medien lobten insbesondere die „atemberaubende zweite Halbzeit“ der Engländer, während die Leistung der Gastgeber von den argentinischen Medien heftig kritisiert wurde. Am Ende der ersten Halbzeit lagen die Pumas noch mit 12:3 in Führung, wurden dann aber von den Engländern regelrecht überrollt.

## Spielplan
- Hintergrundfarbe grün = Sieg
- Hintergrundfarbe rot = Niederlage

(Test Matches sind grau unterlegt; Ergebnisse aus der Sicht Englands)
| # | Datum         | Gegner        | Ort            | Stadion                           | Ergebnis |
| - | ------------- | ------------- | -------------- | --------------------------------- | -------- |
| 1 | 17. Juni 2002 | Argentinien A | Los Polvorines | Buenos Aires Cricket & Rugby Club | 24:29    |
| 2 | 22. Juni 2002 | Argentinien   | Buenos Aires   | Estadio José Amalfitani           | 26:18    |

## Test Match
| 22. Juni 2002 | Argentinien              | 18 : 26        | England                                                                              | Estadio José Amalfitani, Buenos Aires Zuschauer: 40.000 Schiedsrichter: Alain Rolland (Irland) |
| 22. Juni 2002 | Straftritte: Quesada (6) | (12:3) Bericht | Versuche: Christophers Kay Erhöhungen: Hodgson (2) Straftritte: Hodgson (3) Stimpson | Estadio José Amalfitani, Buenos Aires Zuschauer: 40.000 Schiedsrichter: Alain Rolland (Irland) |

Aufstellungen:
- Argentinien: Diego Albanese, Rimas Álvarez Kairelis, Gonzalo Camardón, Felipe Contepomi, Ignacio Corleto, Ignacio Fernández Lobbe, Omar Hasan, Gonzalo Longo, Rolando Martín, Federico Méndez, José Orengo, Santiago Phelan, Agustín Pichot , Gonzalo Quesada, Mauricio Reggiardo 
 Auswechselspieler: Diego Giannantonio, Roberto Grau, Mario Ledesma, Lucas Ostiglia
- England: Geoff Appleford, Phil Christophers, Alex Codling, David Flatman, Andy Gomarsall, Charlie Hodgson, Michael Horak, Ben Johnston, Ben Kay, Lewis Moody, Alex Sanderson, Tim Stimpson, Steve Thompson, Phil Vickery , Joe Worsley